# عصمت دولتشاهی
عصمت‌الملوک دولتشاهی (۱۲۸۴ – ۳ مرداد ۱۳۷۴) آخرین همسر رضاشاه بود که نَسَبی قاجاری داشت. عصمت از نوادگان فتحعلی‌شاه بود و رضاشاه علاقه فراوانی به او داشت.

## ازدواج با رضاشاه
رضاشاه از طریق امیرلشکر خدایارخان خدایاری با عصمت‌الملوک دولتشاهی دختر غلامعلی میرزا مجلل‌الدوله دولتشاهی که بعدها از سوی رضا شاه به سمت ریاست تشریفات داخلی دربار پهلوی منصوب شد، آشنا گردید و پس‌از چندی وی را به عقد خود درآورد.
عصمت‌الملوک از سال ۱۳۰۲ تا تاج‌گذاری رضا شاه در سال ۱۳۰۵، سه فرزند به نام‌های عبدالرضا، احمدرضا، محمودرضا و سال‌های بعد دو فرزند دیگر با نام‌های فاطمه و حمیدرضا به دنیا آورد.
عصمت‌الملوک دولتشاهی به هنگام تبعید رضاشاه، همراه وی به جزیره موریس رفت و پس از چند ماه به تهران بازگشت.

## واقعه حرم فاطمه معصومه
در سال ۱۳۰۶ وی به همراه شمس و اشرف راهی حرم فاطمه معصومه شدند. وی در غرفه‌های بالای رواق چادرهای سیاه و سفیدشان را تعویض نمود اما چون در این کار اندکی تعلل کرد چند لحظه‌ای بی‌حجاب ماند. در همین زمان محمدتقی بافقی که بر منبر بود به شدت به این امر اعتراض کرد و نزدیک بود که در همین مورد بلوایی در قم برپا شود. زمانی که خبر به رضاشاه مخابره شد وی با عده‌ای از قشون فوراً به سمت قم حرکت کرد و شیخ را در حرم شخصاً با عصا تنبیه نمود.

## درگذشت
پس از انقلاب ۱۳۵۷ در تهران ماند و در ۳ مرداد ۱۳۷۴ در سن ۹۰ سالگی درگذشت و در قطعه ۳۷ ردیف ۹۱ شماره ۲۵ بهشت زهرا تهران به خاک سپرده شد.

## نگارخانه

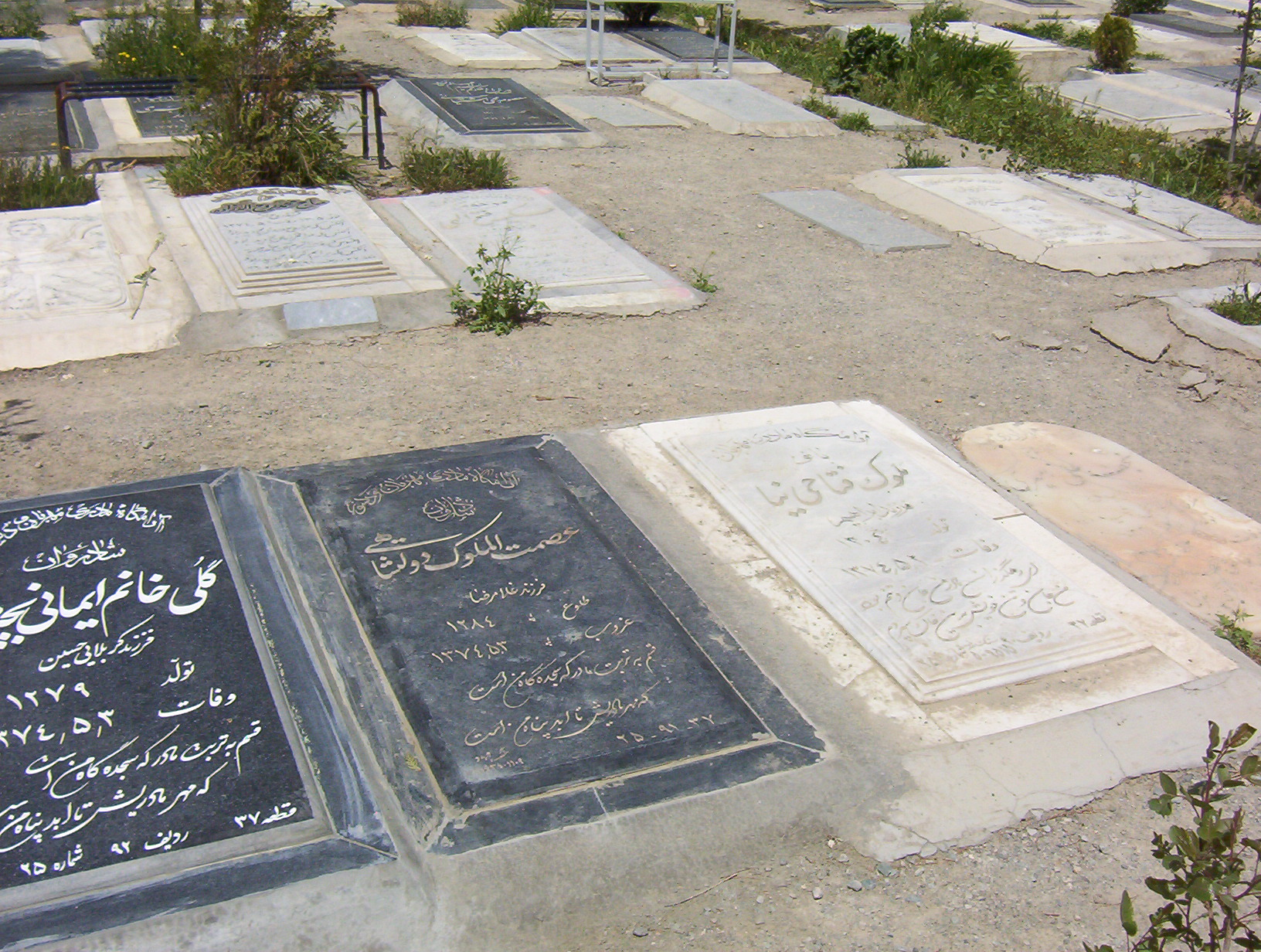
سنگ مزار عصمت‌الملوک دولتشاهی در بهشت زهرا